# Den ihålige mannen
Den ihålige mannen (originaltitel: The Hollow Man) är en deckare från 1935 av den amerikanske deckarförfattaren John Dickson Carr. I USA fick den titeln The Three Coffins. Huvudperson är problemlösaren Gideon Fell. Romanen har ofta kallats för den bästa av alla "det låsta rummet"-deckare.

## Handling
En vinternatt i London begås två mord i tät följd. I båda fallen verkar mördaren försvinna upp i rök.
I det första fallet har han försvunnit från professor Grimauds arbetsrum efter att ha skjutit denne – utan att lämna några spår och med rummets enda dörr låst från insidan, och i hallen utanför stod flera personer. Både marken nedanför fönstret och taket ovanför är täckta med snö utan några spår.
I det andra fallet blev en man mördad, ungefär samtidigt, inne i en återvändsgränd, skjuten av samma revolver på nära håll. Men det finns ingen i närheten av mannen, vilket tre förbipasserande personer, två turister och en polisman en bit bort, kan vittna om. 
I romanens handling ingår även en reflektion över just "Det låsta rummet"-genren inom deckarvärlden.